# كيكي سافيريو
كيكي سافيريو (بالإسبانية: Kike Saverio) هو لاعب كرة قدم إكوادوري وإسباني، ولد في 19 يونيو 1999 في جنوة في إيطاليا. لعب مع نادي برشلونة ب.

## وصلات خارجية
- كيكي سافيريو على موقع الاتحاد الأوربي (الإنجليزية)
- كيكي سافيريو على موقع قاعدة بيانات كرة القدم.إي يو (الإنجليزية)
- كيكي سافيريو على موقع Soccerway.com (الإنجليزية)